# NGC 1511B
NGC 1511B est une galaxie spirale barrée naine située dans la constellation de l'Hydre mâle. 

## Caractéristiques
Sa vitesse par rapport au fond diffus cosmologique est de 1 303 ± 3 km/s, ce qui correspond à une distance de Hubble de 19,2 ± 1,4 Mpc (∼62,6 millions d'al).
À ce jour, quatre mesures non basées sur le décalage vers le rouge (redshift) donnent une distance de 8,530 ± 0,350 Mpc (∼27,8 millions d'al), ce qui est loin à l'extérieur des valeurs de la distance de Hubble. Notons que c'est avec la valeur moyenne des mesures indépendantes, lorsqu'elles existent, que la base de données NASA/IPAC calcule le diamètre d'une galaxie et qu'en conséquence le diamètre de NGC 1511B pourrait être d'environ 24,2 kpc (∼78 900 al) si on utilisait la distance de Hubble pour le calculer.

## Triplet de galaxies NGC 1511
La galaxie NGC 1511 est dans la même région du ciel que les galaxies NGC 1511B (ESO 55-5)  et NGC 1511B (ESO 55-6). Leur distance avec la Voie lactée varie de 62,7 millions à 64,4 millions d'années-lumière. On pense donc qu'elles forment un triplet de galaxie.